# Estádio Ōita
O Estádio Ōita ou Estádio Big Eye (Grande Olho) ou ainda Ōita Bank Dome (por causa de um patrocinador) é um estádio fechado localizado na cidade de Oita, no Japão.
O estádio tem um sistema de teto retrátil parecido com o do Rogers Centre de Toronto, e dando a impressão, visto de cima, de um olho abrindo ou fechando.
Inaugurado em Maio de 2001, possuía capacidade para 43 mil adeptos, mas viu reduzida a lotação para 40 000, após remoção de uma bancada amovível. Recebeu três jogos da Copa do Mundo de 2002.
Atualmente é a casa do time de futebol Oita Trinita, da J-League.

## Jogos da Copa do Mundo de 2002
- 10 de Junho: Grupo H -  Tunísia 1 - 1  Bélgica

- 13 de Junho: Grupo G -  Itália 1 - 1  México

- 16 de Junho: Oitavas de Final -  Suécia 1 - 2  Senegal (1 - 1 no Tempo Normal)

## Links
- Site Oficial do Estádio - Em Japonês
- Foto por Satélite - Google Maps